# Erwin Peters (diskjockey)
Erwin Peters (Nijmegen, 20 juni 1969) is een Nederlandse radio-dj en ondernemer. Hij verwierf bekendheid als presentator van diverse programma's op Radio Veronica. 

## Loopbaan
Peters begon in juli 1990 bij lokale omroep Keizerstad 107. Na een tweetal jaar het middagprogramma te hebben gemaakt werkte hij bij verschillende andere omroepen. In februari 2000 begon hij bij Veronica FM in Hilversum. In september 2002 vertrokken en in 2003 begonnen als programmaleider bij het regionaal commerciële Hotradio in Hengelo (OV).
In 2004 begon hij, naast zijn werk als programmaleider bij de regionale zender, als invaller bij Radio Veronica. Tussen oktober 2006 en september 2008 was Peters presentator van Erwins AvontUren op diezelfde zender van 19 tot 22 uur. In september 2008 verhuisde hij naar het weekend. Elke zaterdag- en zondagmorgen presenteert hij Veronica's 80's Hotline tussen 9 en 12 uur, op zaterdag The Long Versions tussen 00.00 en 02.00 uur en op zondag rond dezelfde tijd Concert Classics. Ook was Erwin Peters sidekick bij het vrijdagavond programma van Rick van Velthuysen, De Volle Vrijdag Van Van V. Van Velthuysen ging een ochtendprogramma maken bij Radio Veronica waar Erwin wederom sidekick werd. Begin november 2013 werd Peters, net als Luc van Rooij en Bart van Leeuwen, ontslagen bij Veronica omdat er geen ruimte meer voor dj's was vanwege een koerswijziging.
Na zijn Radio Veronica tijd volgde hij een opleiding in coaching en communicatie, en verzorgde onder meer woordvoering voor de Politie Midden Nederland. 
Sinds 2015 richt Peters zich op zijn coachingsbedrijf. Hij begleidt bekende radio-DJ's zoals Mark Labrand en coacht nieuw talent, nieuwslezers, producers en program directors voor diverse landelijke, regionale en lokale radiostations. Hij is actief voor onder andere Radio 538, Qmusic, SLAM!, Omrop Fryslân, RN7 en Easy FM.